# Asko Ivalo
Asko Päiviö Ivalo (né le 24 juin 1901 à Helsinki et mort le 2 novembre 1968) est un diplomate finlandais.

## Biographie
Les parents d'Asko Ivalo sont l'écrivain Santeri Ivalo (anciennement Ingman) et Ellinor Ivalo. 
Asko Ivalo est marié à Mielikki Wikström, la fille du sculpteur Emil Wikström, et ils auront trois enfants.
Asko Ivalo travaillera du ministère des Affaires étrangères de 1926 à 1986.
Il est diplomate à Tallinn, Stockholm, Moscou, Paris ainsi qu'en Bulgarie et en Yougoslavie.
Il est Envoyé à Ankara 1951–1954, La Haye 1947–1951, Pakistan 1951–1954, Téhéran 1951–1954 puis ambassadeur à Damas 1958–1959, Bangkok 1964–1968, Rome 1954–1961, New Delhi 1964–1968 et Jakarta 1964– 1968